# Trofeo Douglas Horn
El trofeo Douglas Horn es un torneo de rugby disputado entre las selecciones de Escocia y la de Canadá.
Su primera edición fue en 2008.
En la última edición disputada en 2024, Escocia consigue el título al vencer 73 a 12 a Canadá de visitante.

## Ediciones
| Edición | Año  | Estadio                                | Resultado | Ganador |
| ------- | ---- | -------------------------------------- | --------- | ------- |
| I       | 2008 | Pittodrie Stadium, Aberdeen, Escocia   | 41-0      | Escocia |
| II      | 2014 | BMO Field, Toronto, Canadá             | 17-19     | Escocia |
| III     | 2018 | Commonwealth Stadium, Edmonton, Canadá | 10-48     | Escocia |
| IV      | 2024 | TD Place Stadium, Ottawa, Canadá       | 12-73     | Escocia |

## Palmarés
| Escocia | 4 Trofeos |
| Canadá  | 0 Trofeos |

Nota: El trofeo 2024 es el último torneo considerado